# Van Oss' effectenboek
Van Oss' effectenboek was een jaarboek met gegevens over op de Amsterdamse effectenbeurs genoteerde effecten dat van 1903 tot 1978 verscheen.
Het initiatief tot de uitgifte werd genomen door Salomon Frederik van Oss, die behoefte voelde aan een boek met betrouwbare gegevens over beursgenoteerde effecten. Het verscheen in een oplage van 700 tot 1100 exemplaren, aanvankelijk bij P. Noordhoff, later bij H.P. Leopold.